# Bernhard Schröter (Boxer)
Bernhard Schröter (* 10. April 1934 in Brehna; † 22. Oktober 2015 in Halle (Saale)) war ein deutscher Boxer aus der DDR.
Er trat bei den Olympischen Sommerspielen 1956 in Melbourne an.
Im Federgewichtsturnier verlor er durch technischen K. o. gegen den Finnen Pentti Hämäläinen. Für seinen Club SC Chemie Halle nahm er mehrfach an nationalen Wettkämpfen in der DDR teil, errang jedoch niemals einen Titel.